# マイク・タリー
マイク・タリー（Mike Tully、1956年10月21日- ）は、アメリカ合衆国の陸上競技選手。1984年ロサンゼルスオリンピックの銀メダリストである。

## 経歴
タリーは、1977年に開催された第1回ワールドカップ陸上の棒高跳を5.60mの記録で初代チャンピオンに輝く。1979年の同大会も制し2連覇を達成した。
1984年ロサンゼルスオリンピックの年には3度にわたりアメリカ新記録を更新。ソ連不参加でセルゲイ・ブブカらの東側有力選手が欠場する中、金メダルが期待されたが、フランスのピエール・キノンに敗れ銀メダルに終わった。
日本にも度々来ておりテレビ中継で1984年はどうしてもメダルを取りたいかたビールを止めて10キロ減量したと紹介された。
ビール会社勤務。

## 自己ベスト
- 棒高び - 5.84m (1988年)

## 主な実績
| 年   | 大会                   | 場所                                 | 種目   | 結果 | 記録  |
| ---- | ---------------------- | ------------------------------------ | ------ | ---- | ----- |
| 1977 | IAAFワールドカップ     | デュッセルドルフ（西ドイツ）         | 棒高跳 | 1位  | 5.60m |
| 1979 | IAAFワールドカップ     | モントリオール（カナダ）             | 棒高跳 | 1位  | 5.45m |
| 1983 | パンアメリカンゲームズ | カラカス（ベネズエラ）               | 棒高跳 | 1位  | 5.45m |
| 1984 | オリンピック           | ロサンゼルス（アメリカ合衆国）       | 棒高跳 | 2位  | 5.65m |
| 1987 | パンアメリカンゲームズ | インディアナポリス（アメリカ合衆国） | 棒高跳 | 1位  | 5.71m |